# 债权人
債權人（英語：creditor，俗稱債主）是与债务人相对应的法律术语。如果甲方（可以是自然人、企业法人或政府等）有权要求乙方主张特定的服务或财产，则称甲方为「債權人」，称乙方为「债务人」。
一般情况下，债权人会基于债务人将向其偿付等价值的服务或财产的假定下而向乙方要求提供一定价值的财产或服务，而该假定一般是由契約支持的。比如甲方向乙方支付了货款购买乙方的产品，在乙方收到资金但尚未将产品交付甲方时，甲方为乙方的「债权人」，乙方为甲方的「债务人」。
预付方（Creditors）主要是指预付款者，有权请求他方为特定行为的权利主体，是指那些对企业提供需偿还的融资的机构和个人，包括提供贷款給企業的机构或个人（贷款债权人）和以出售货物或劳务形式提供短期融资的机构或个人（商业债权人）。
贷款债权人最关心的是债权的安全，包括贷款到期的收回和利息的偿付。因此，他们需要了解企业的获利能力和现金流量，以及有无其他需要到期偿还的贷款。
商业债权人最关心的是企业准时偿还贷款的能力，因此，他们需要了解企业的短期偿债能力，包括流动比率、速动比率、现金比率。

## 另見
- 債

## 外部連結
- Insolvency Practitioners Association Website （页面存档备份，存于）